# Дори (Буркина-Фасо)
Дори (фр. Dori) город в Буркина-Фасо, административный центр области Сахель и провинции Сено.

## Общая информация
Муниципалитет Дори разделён на восемь коммун и включает 78 деревень. Рынок в Дори является, среди прочего, центром торговли для туарегов и фульбе, населяющих север страны. Высота города над уровнем моря — 286 м.
В XIX веке Дори был столицей эмирата фульбе Липтако. Первым европейцем, достигшим Дори, был, вероятно, немецкий исследователь Генрих Барт в 1853 году.

## Климат
| Показатель                    | Янв. | Фев. | Март | Апр. | Май  | Июнь | Июль  | Авг.  | Сен. | Окт. | Нояб. | Дек. | Год   |
| ----------------------------- | ---- | ---- | ---- | ---- | ---- | ---- | ----- | ----- | ---- | ---- | ----- | ---- | ----- |
| Средний суточный максимум, °C | 32,8 | 35,8 | 39,0 | 41,1 | 41,1 | 38,4 | 35,4  | 33,6  | 35,4 | 38,6 | 36,9  | 33,3 | 36,8  |
| Средняя температура, °C       | 23,5 | 26,3 | 29,9 | 33,1 | 34,2 | 32,2 | 29,8  | 28,4  | 29,5 | 30,8 | 27,5  | 24,1 | 29,1  |
| Средний суточный минимум, °C  | 14,1 | 16,8 | 20,9 | 25,0 | 27,3 | 26,0 | 24,2  | 23,2  | 23,6 | 23,0 | 18,1  | 14,9 | 21,4  |
| Норма осадков, мм             | 0,1  | 0,5  | 2,3  | 4,5  | 23,0 | 65,8 | 130,4 | 174,1 | 81,7 | 13,5 | 0,2   | 0,3  | 496,4 |
| Источник: ,                   |      |      |      |      |      |      |       |       |      |      |       |      |       |

## Население
По данным на 2013 год численность населения города составляла 19 653 человека.
Динамика численности населения города по годам:
| 1985   | 1996   | 2005   | 2006   | 2013   |
| ------ | ------ | ------ | ------ | ------ |
| 10 956 | 23 768 | 29 983 | 20 244 | 19 653 |